# Cryptanthus capitatus
Cryptanthus capitatus är en gräsväxtart som beskrevs av Elton Martinez Carvalho Leme. Cryptanthus capitatus ingår i släktet Cryptanthus, och familjen Bromeliaceae. Inga underarter finns listade i Catalogue of Life.